# 聖克努特教堂

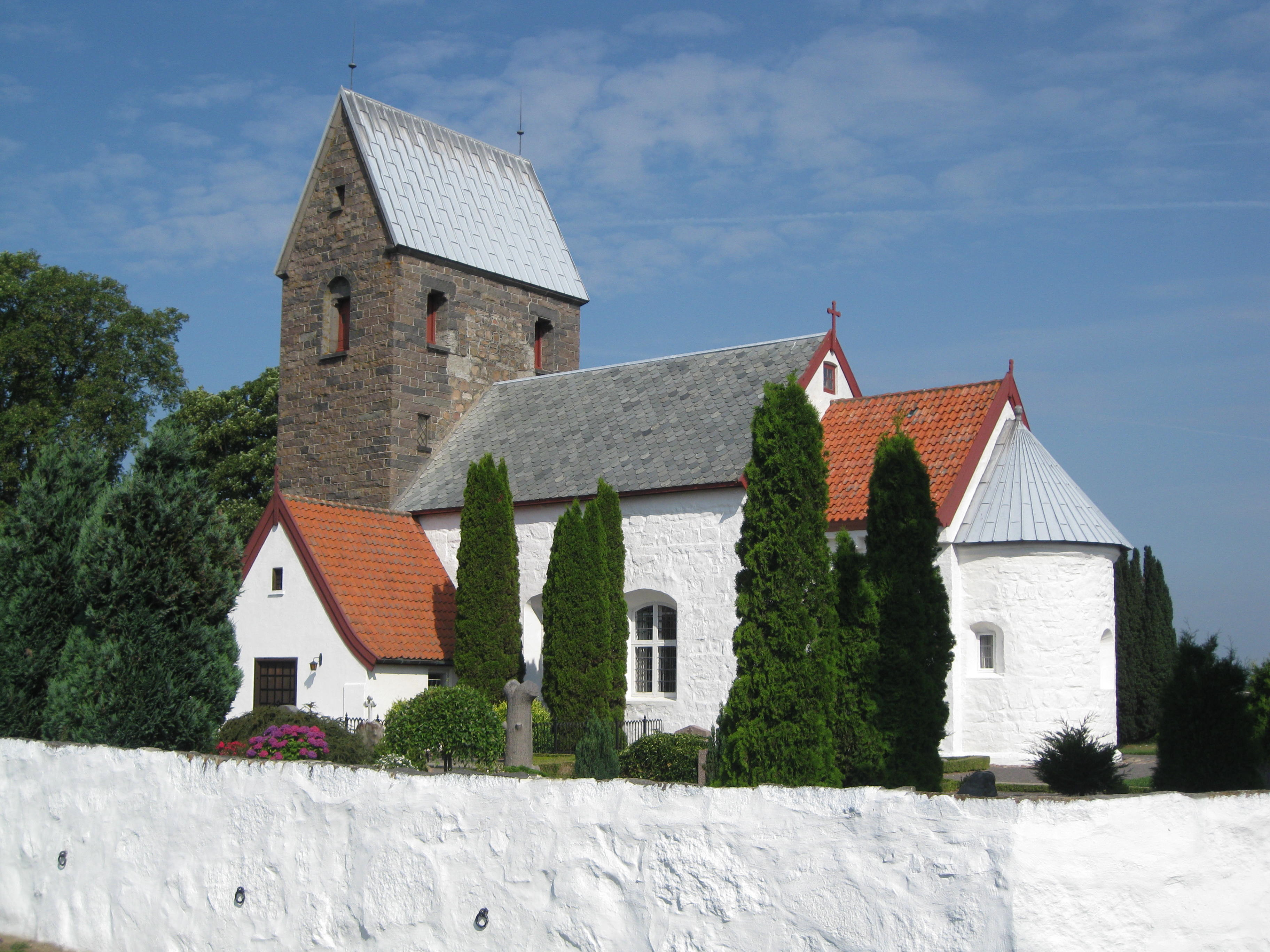

聖克努特教堂（丹麥語：Sankt Knuds Kirke）是位於丹麥博恩霍爾姆島上的一座教堂。教堂的名稱來自於丹麥國王克努特四世。聖克努特教堂很可能修建於1150年至1200年之間。聖克努特教堂是一座羅馬式建築。